# Michel Picard
Michel Picard (4 de marzo de 1954) es un deportista francés que compitió en remo. Ganó tres medallas de oro en el Campeonato Mundial de Remo entre los años 1975 y 1977.

## Palmarés internacional
| Campeonato Mundial | Campeonato Mundial       | Campeonato Mundial | Campeonato Mundial        |
| Año                | Lugar                    | Medalla            | Prueba                    |
| ------------------ | ------------------------ | ------------------ | ------------------------- |
| 1975               | Nottingham (Reino Unido) | Medalla de oro     | Cuatro sin timonel ligero |
| 1976               | Villach (Austria)        | Medalla de oro     | Cuatro sin timonel ligero |
| 1977               | Ámsterdam (Países Bajos) | Medalla de oro     | Cuatro sin timonel ligero |